# Frank Ross McCoy

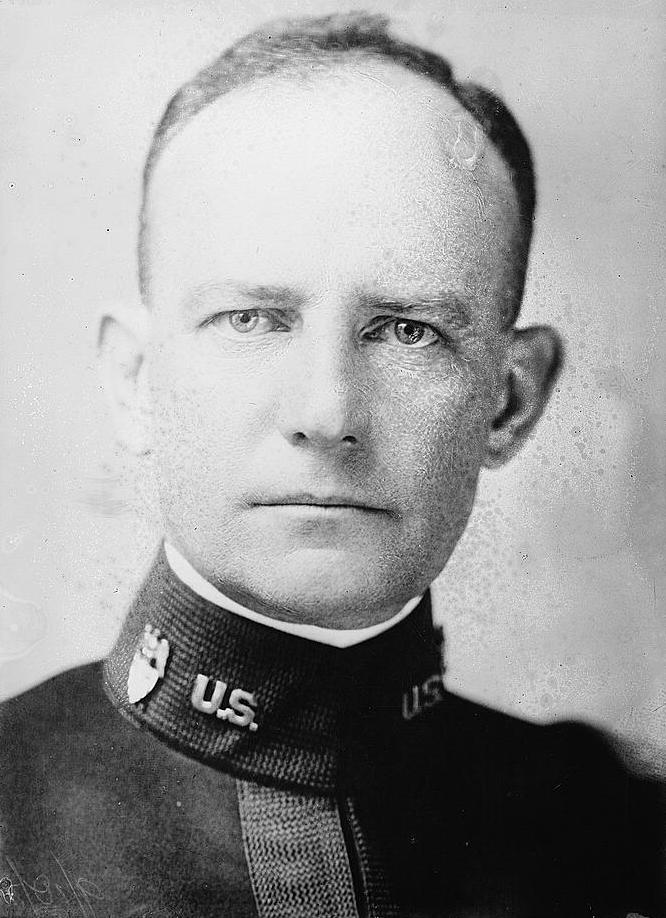
Frank Ross McCoy

Frank Ross McCoy (* 29. Oktober 1874 in Lewiston, Pennsylvania; † 4. Juni 1954 in Washington, D.C.) war ein US-amerikanischer Generalmajor der US Army, der unter anderem zwischen 1935 und 1936 Kommandierender General der Zweiten US-Armee (Second US Army) sowie 1938 Kommandierender General der Ersten US-Armee (First US Army) war. Aufgrund seiner zahlreichen Vermittlungsmissionen wurde er als „America’s soldier–diplomat“ bezeichnet und gehörte unter anderem zwischen 1931 und 1932 zur Lytton-Kommission, die vom Völkerbund zur Untersuchung des Mukden-Zwischenfalls während der Mandschurei-Krise berufen wurde.

## Leben

### Offiziersausbildung, Kriege auf Kuba und den Philippinen sowie Erster Weltkrieg

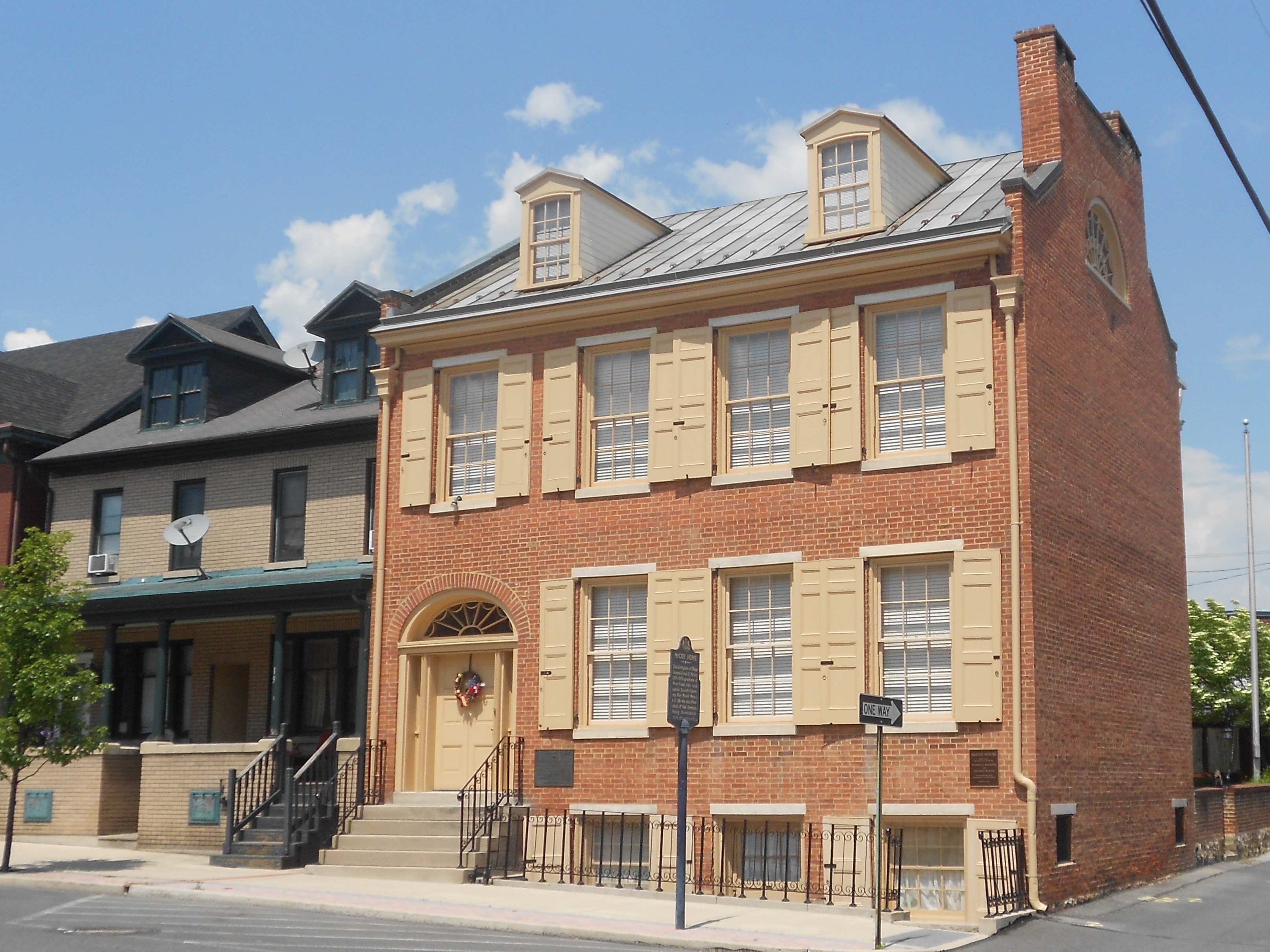
Das Geburtshaus von Frank Ross McCoy in Lewiston wurde 1973 in das National Register of Historic Places aufgenommen.

Frank Ross McCoy, dessen Vater Thomas Franklin McCoy während des Sezessionskrieges Kommandeur des 107th Pennsylvania Infantry Regiment war, absolvierte eine Offiziersausbildung an der US Military Academy in West Point, die er 1897 abschloss. Im Anschluss trat er als Leutnant in das 8. Kavallerieregiment (8th Cavalry Regiment) ein und nahm während des Spanisch-Amerikanischen Krieges (23. April bis 12. August 1898) an Gefechten auf Kuba und den Philippinen teil. Bei der Schlacht am Hügel von San Juan wurde er am 1. Juli 1898 verwundet. Für seine Tapferkeit bei der Schlacht um Santiago de Cuba (22. Juni bis 17. Juli 1898) wurde er zwei Mal mit dem Silver Star ausgezeichnet. Im Anschluss nahm er auch am Philippinisch-Amerikanischen Krieg teil (4. Februar 1899 bis 4. Juli 1902) teil und war einige Jahre Adjutant von Generalmajor Leonard Wood, der zwischen 1899 und 1902 Generalgouverneur von Kuba sowie von 1903 bis 1906 Gouverneur der Provinz Moro auf den Philippinen war. 1906 wurde er Adjutant von US-Präsident Theodore Roosevelt, den er als Kommandeur des 1. US-Freiwilligen-Kavallerieregiment, den sogenannten „Rough Riders“, während des Spanisch-Amerikanischen Krieges kennengelernt hatte. Präsident Roosevelt bezeichnete ihn als „den besten Soldaten, den ich je gesehen habe“ (‚the best soldier I ever laid eyes on‘). 1908 war er Absolvent des in  Carlisle liegenden US Army War College (USAWC).
1911 wurde McCoy Offizier im Generalstab des Heeres, dessen Chief of Staff of the Army zwischen 1910 und 1914 Generalmajor Leonard Wood war. Nachdem er zwischen 1915 und 1916 an den Kämpfen an der Grenze zwischen den Vereinigten Staaten und Mexiko teilgenommen hatte, wurde er nach dem Eintritt der Vereinigten Staaten in den Ersten Weltkrieg am 6. April 1917 nach Frankreich versetzt, wo er von Juni 1917 bis Mai 1918 Assistent des Chef des Generalstabes der Amerikanischen Expeditionsstreitkräfte AEF (American Expeditionary Forces) war. Während dieser Zeit wurde er am 5. August 1917 in den vorübergehenden Rang eines Oberstleutnants (Temporary Lieutenant-Colonel) sowie am 6. Februar 1918 in den vorübergehenden Rang eines Obersts (Temporary Colonel) befördert. Im Anschluss war er von Mai 1918 bis zum Waffenstillstand von Compiègne am 11. November 1918 Kommandeur der 165. Infanteriebrigade (165th Infantry Brigade) und wurde am 16. August 1918 in den vorübergehenden Dienstgrad eines Brigadegenerals (Temporary Brigadier-General) erhoben. Für seine militärischen Verdienste bei den Kämpfen um Reims wurde ihm 1919 die Army Distinguished Service Medal verliehen.

### Zwischenkriegszeit und Rückkehr auf die Philippinen

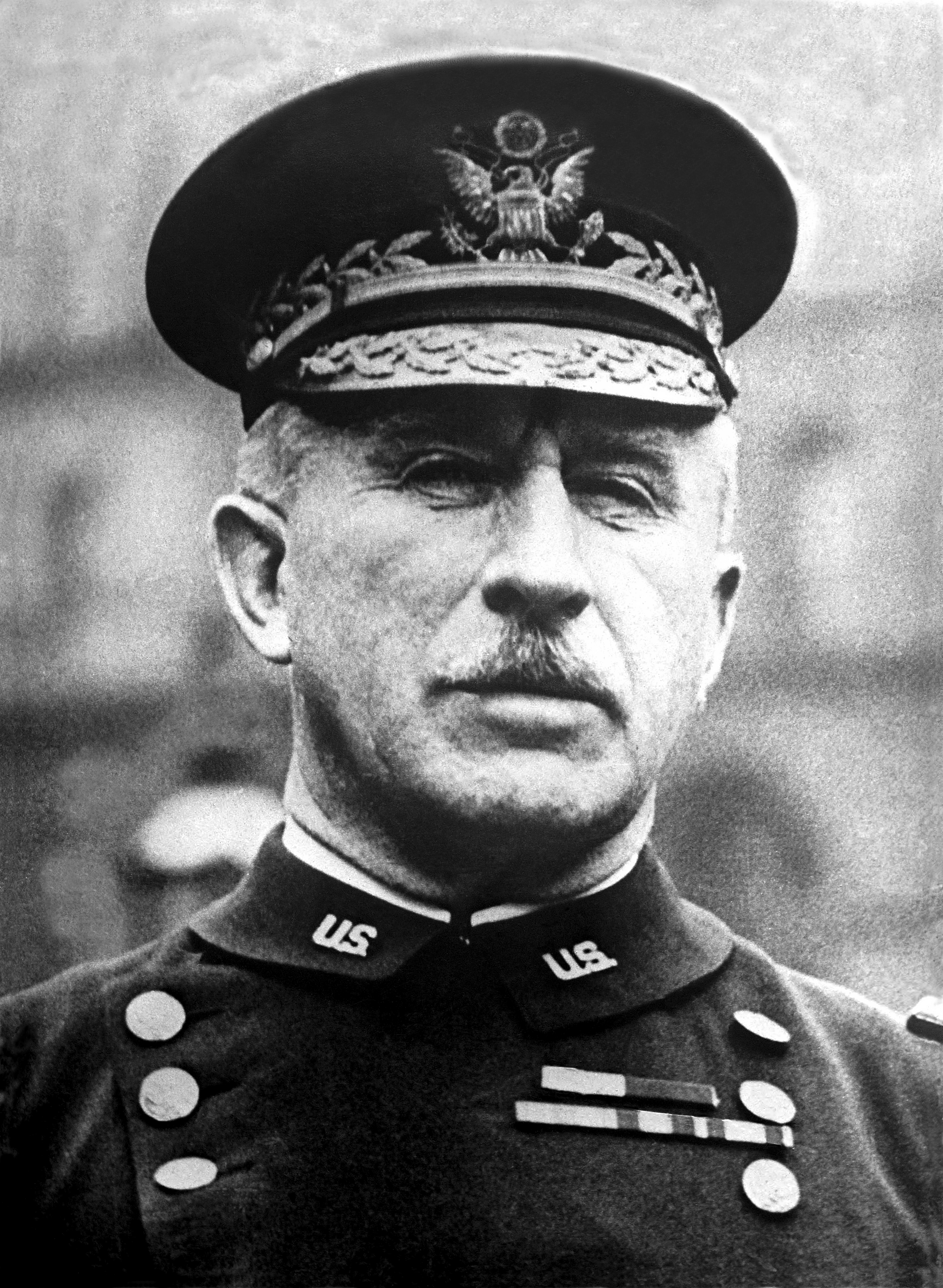
Leonard Wood, von 1921 bis 1927 US-amerikanischer Generalgouverneur der Philippinen, dessen Technischer Assistent McCoy zwischen 1921 und 1925 war

Nach Ende des Ersten Weltkrieges blieb Frank McCoy in Frankreich und war dort zwischen November 1918 und Januar 1919 zunächst Direktor in der Transportabteilung, danach vom 1. Januar bis 15. Mai 1919 stellvertretender Generaldirektor der Transportabteilung sowie zuletzt zwischen dem 15. Mai und dem 20. August 1919 Generaldirektor der Transportabteilung der Amerikanischen Expeditionsstreitkräfte AEF. Im Anschluss fungierte er zwischen August und November 1919 als Chef des Stabes der US-amerikanischen Militärmission in Armenien und unterstützte dabei Oberst William N. Haskell, den vom Alliierten Obersten Kriegsrat ernannten Hohen Kommissar der Alliierten für Armenien. Nach seiner Rückkehr in die USA war er vom 31. Januar bis zum 15. März 1920 zunächst Kommandeur des Militärdistrikts von Arizona sowie nach seiner Beförderung zum Oberstleutnant am 15. März 1920 zwischen dem 15. März  und dem 1. September 1920 Assistent des Adjutanten des Central Department des Heeres. Während dieser Zeit wurde er am 1. Juli 1920 zum Oberst befördert und war vom 1. September 1920 bis zum 5. April 1921 Assistierender Chef des Stabes für Operationen im 6th Corps Area.
Am 30. September 1921 kehrte McCoy auf die Philippinen zurück und war dort bis zum 17. April 1925 als Technischer Assistent für zivile Angelegenheiten abermals ein enger Mitarbeiter von Leonard Wood, der vom 21. Oktober 1921 bis zum 7. August 1927 US-amerikanischer Generalgouverneur der Philippinen war. In dieser Zeit wurde er am 4. Dezember 1922 zum Brigadegeneral befördert und fungierte nach dem Großen Kantō-Erdbeben vom 1. September 1923, das in der Kantō-Ebene auf der Hauptinsel Honshū mehr als 100.000 Todesopfer forderte, zwischen dem 8. September und dem 2. November 1923 als Generaldirektor des Amerikanischen Roten Kreuzes in Tokio. Er organisierte in dieser Zeit die Hilfslieferungen für die Opfer des Erdbebens. Am 4. September 1924 erhielt er seine Beförderung zum Generalmajor und war vom 15. September bis zum 31. Dezember 1925 noch Verbindungsoffizier der Verwaltung der Philippinen zur Abteilung für Insel-Angelegenheiten (Bureau of Insular Affairs) des US-Kriegsministeriums.

### Aufstieg zum Korpskommandeur und diplomatische Missionen
Nachdem Frank Ross McCoy zwischen dem 1. Januar und dem 26. Februar 1926 einen Auffrischungslehrgang an der Heeresinfanterieschule (US Army Infantry School) in Fort Benning besucht hatte, war er vom 26. Februar 1926 bis zum 9. März 1927 Kommandeur der 3. Infanteriebrigade (3rd Infantry Brigade). Im Anschluss absolvierte er zwischen dem 9. März und dem 7. Mai 1927 einen Lehrgang an der Feldartillerieschule (US Army Field Artillery School) in Fort Sill und war im Anschluss vom 7. Mai 1927 bis zum 18. Januar 1929 Kommandeur der 1. Feldartilleriebrigade (1st Field Artillery Brigade). In dieser Funktion war er während der US-Militärintervention in Nicaragua in den Jahren 1927 und 1928 mit der Aufsicht über Wahlen in Nicaragua beauftragt. Für seine Verdienste als Persönlicher Vertreter des Präsidenten von Nicaragua, Adolfo Díaz, sowie als Vorsitzender des Wahlausschusses wurde er mit einer weiteren Army Distinguished Service Medal geehrt.
Danach war McCoy vom 19. Januar bis zum 30. September 1929 Vorsitzender einer Untersuchungs- und Vermittlungskommission, um den Grenzkonflikt zwischen Bolivien und Paraguay zu lösen. Er war daraufhin zwischen dem 2. Oktober 1929 und dem 1. Februar 1932 Kommandierender General des IV. US-Korps (IV Corps). Er war vom 9. Februar bis zum 2. März 1933 neben dem französischen General Henri Claudel, dem italienischen Grafen Luigi Aldrovandi Marescotti sowie dem Deutschen Heinrich Schnee Mitglied der nach ihrem Vorsitzenden, dem früheren Vizekönig von Indien, Victor Bulwer-Lytton, benannten Lytton-Kommission, die vom Völkerbund zur Untersuchung des Mukden-Zwischenfalls während der Mandschurei-Krise berufen wurde und die am 2. Oktober 1932 mit dem Lytton-Report ihren Abschlussbericht vorlegte. Der Lytton-Bericht führte zu großer Enttäuschung in der Republik China, da auf seiner Grundlage keinerlei Sanktionen des Völkerbundes gegen Japan möglich waren.

### Kommandierender General der Zweiten und Ersten US-Armee
McCoy war daraufhin als Nachfolger von Generalmajor Walter C. Short zwischen dem 3. März und 1. Oktober 1933 zunächst Kommandierender General der 1. Kavalleriedivision (1st Cavalry Division) in Texas. Im Anschluss fungierte er vom 1. Oktober 1933 bis zum 1. Februar 1935 als Kommandierender General des VII. US-Korps (VII Corps) in Nebraska. Am 1. Februar 1935 löste er General Preston Brown als Kommandierender General der 2. US-Armee (Second Army) ab und blieb auf diesem Posten bis zum 1. Mai 1936, woraufhin General Johnson Hagood seine Nachfolge antrat. Zusätzlich fungierte er zwischen dem 1. Februar 1935 und dem 1. Mai 1936 auch als Kommandierender General des VI. US-Korps (VI Corps).
Anschließend war McCoy vom 1. Mai 1936 bis zum 31. Oktober 1938 Kommandierender General des II. US-Korps (II Corps) und übernahm zusätzlich am 22. Januar 1938 von Generalmajor Fox Conner den Posten als Kommandierender General der 1. US-Armee (First Army). Diesen hatte er ebenfalls bis zum 31. Oktober 1938 inne und wurde danach zunächst kommissarisch von Generalmajor James K. Parsons abgelöst, ehe am 4. November 1938 Generalleutnant Hugh A. Drum diese Funktion übernahm. Am 31. Oktober 1938 schied McCoy nach 41 Dienstjahren erstmals aus dem aktiven Militärdienst aus.

### Zweiter Weltkrieg und Rückkehr in den aktiven Dienst

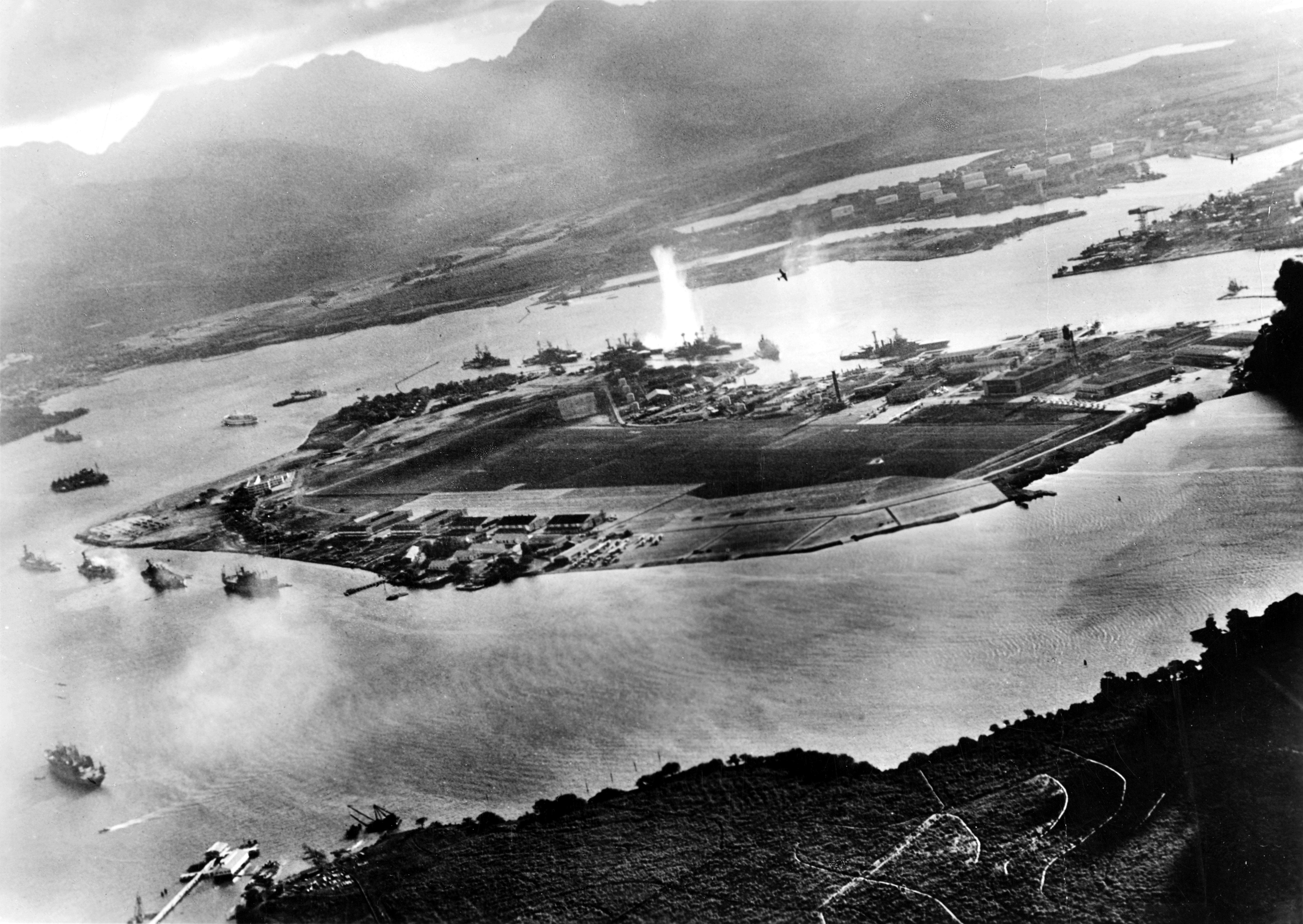
Nach dem Angriff auf Pearl Harbor am 7. Dezember 1941 befasste McCoy als Mitglied der Roberts-Kommission mit der Untersuchung des Angriffs, der zum Eintritt der Vereinigten Staaten in den Zweiten Weltkrieg am darauf folgenden 8. Dezember 1941 führte

Nach dem Angriff auf Pearl Harbor am 7. Dezember 1941 und dem Eintritt der Vereinigten Staaten in den Zweiten Weltkrieg am darauf folgenden 8. Dezember 1941 wurde Frank Ross McCoy am 20. Dezember 1941 in den aktiven Dienst zurückbeordert und gehörte bis 1942 neben Admiral William Harrison Standley, Admiral Joseph M. Reeves und General Joseph T. McNarney der nach ihrem Vorsitzenden, dem Richter am Obersten Gerichtshof der Vereinigten Staaten Owen Roberts benannten Roberts-Kommission an, die sich mit der Untersuchung des Angriffs befasste. Nach Abschluss der Untersuchung trat er am 31. Januar 1942 erneut in den Ruhestand, wurde allerdings bereits am 5. Juli 1942 abermals in den aktiven Dienst zurückberufen. Er war bis zu seinem erneuten Eintritt in den Ruhestand am 20. August 1942 Vorsitzender einer Militärkommission, die sich mit Untersuchungen gegen deutsche Agenten und Saboteure befasste. Am 6. Juli 1943 kehrte er schließlich ein weiteres Mal in den aktiven Dienst zurück und war bis zu seinem endgültigen Ruhestand am 21. Oktober 1943 Vorsitzender des Beschaffungsprüfungsausschusses (Procurement Review Board) des US-Kriegsministeriums.
Nach Ende des Zweiten Weltkrieges fungierte McCoy zwischen 1945 und 1949 noch als Vorsitzender der Far Eastern Commission, die die Aufgabe hatte, einen rechtlichen Rahmen zu schaffen, der es ermöglichte Kriegsverbrechen, die gegen Angehörige oder Untertanen der Mitgliedsstaaten begangen worden waren, zu sühnen. Darin war sie eine Unterorganisation der United Nations War Crimes Commission. Für seine dortigen Verdienste sowie seiner zahlreichen Vermittlungsmissionen als „America’s soldier–diplomat“ verliehen ihm die Princeton University, die Yale University, die Columbia University, die Brown University, die Clark University sowie das Washington & Jefferson College jeweils Ehrendoktorwürde der Rechtswissenschaften. Er war bis zu seinem Tode mit Frances Field Judson McCoy, Tochter von Oberst Cyrus Field Judson, Sr., verheiratet und wurde nach seinem Tode auf dem Nationalfriedhof Arlington beigesetzt.

## Auszeichnungen
Auswahl der Dekorationen, sortiert in Anlehnung an die Order of Precedence of Military Awards:
- Army Distinguished Service Medal (2×)
- Silver Star (2×)

## Veröffentlichung
- Principles of Military Training, 1918